# Espadaea amoena
Espadaea amoena är en potatisväxtart som beskrevs av Achille Richard. Espadaea amoena ingår i släktet Espadaea och familjen potatisväxter. Utöver nominatformen finns också underarten E. a. nejasaensis.

## Bildgalleri

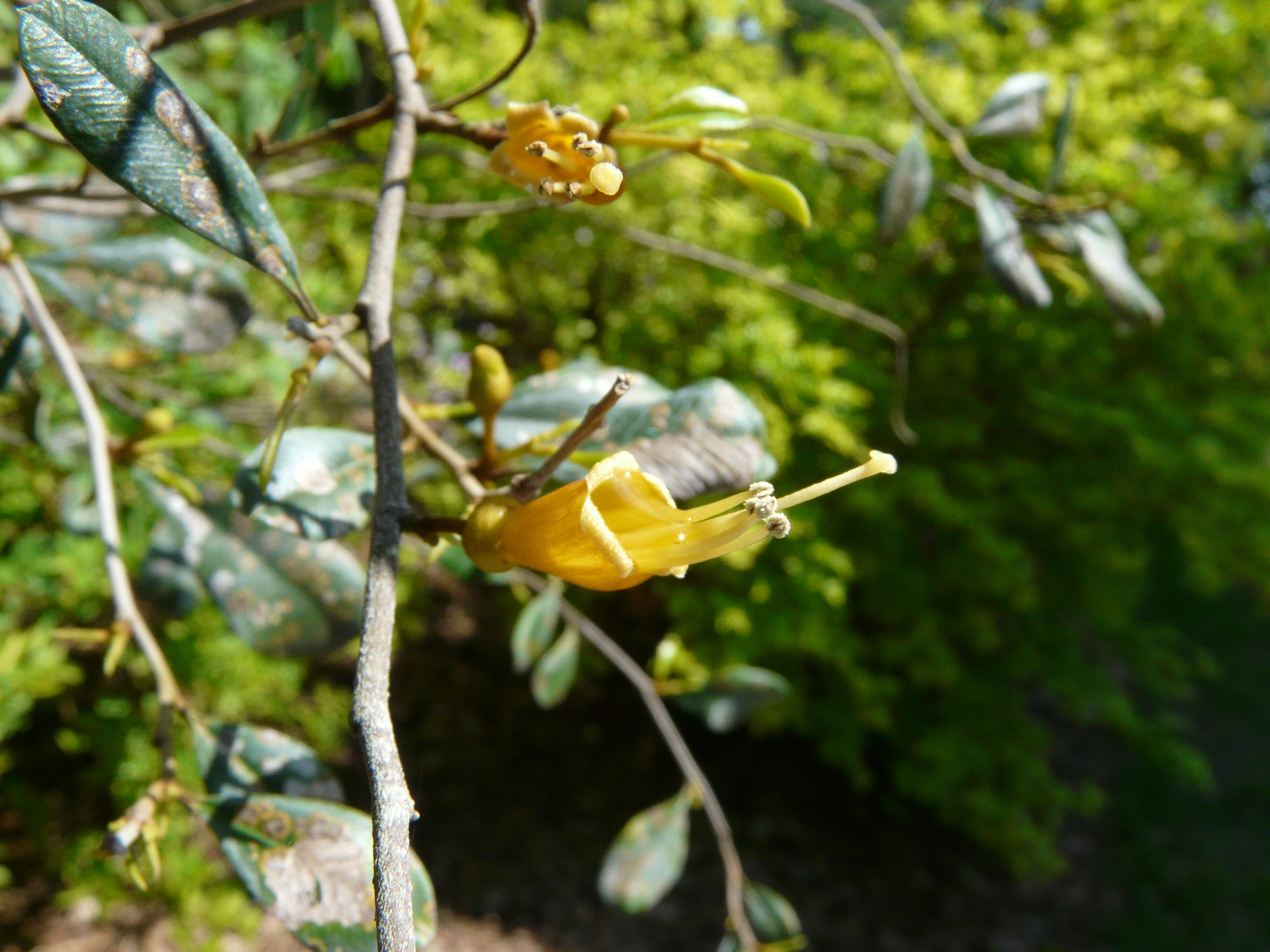
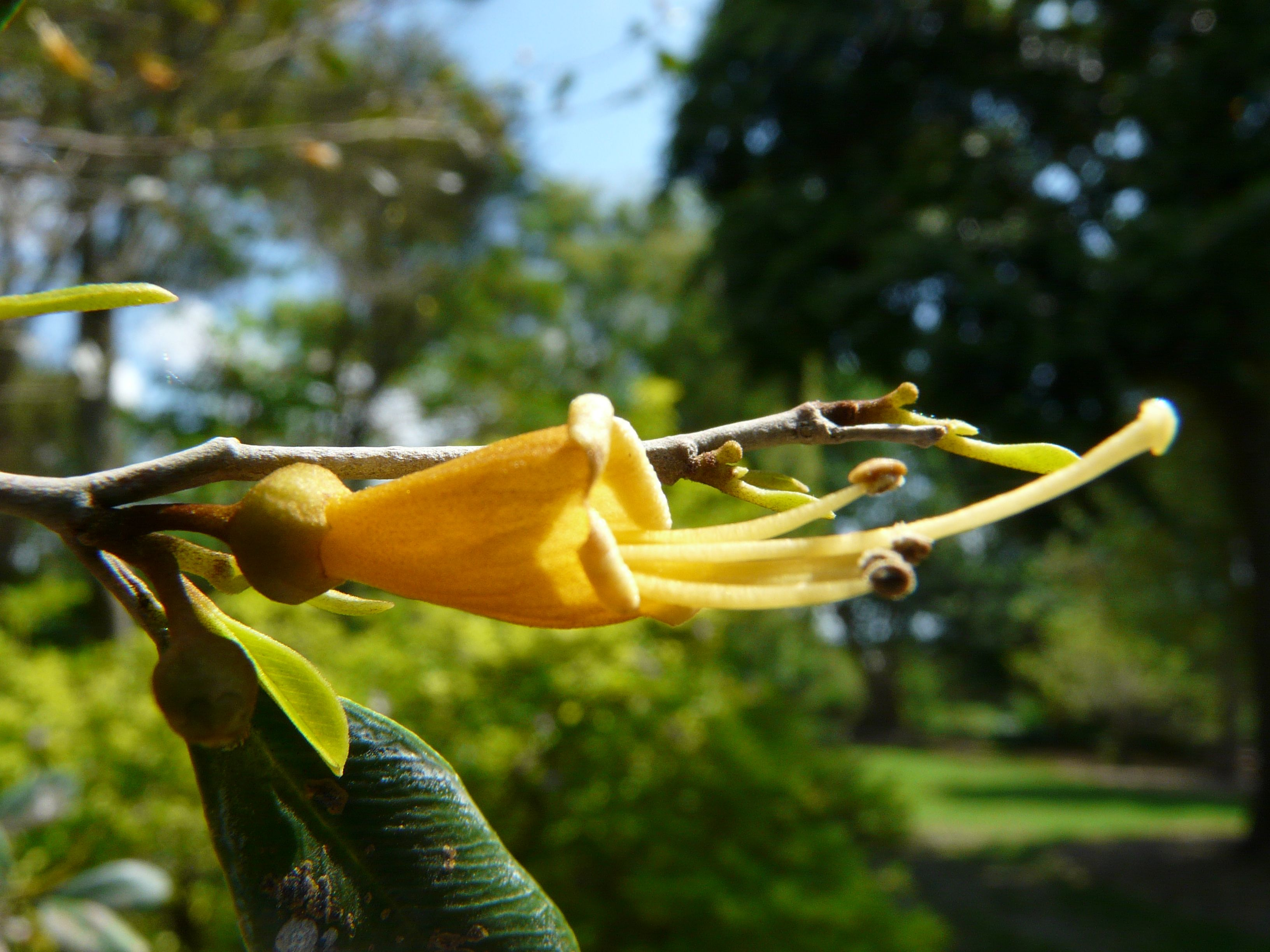
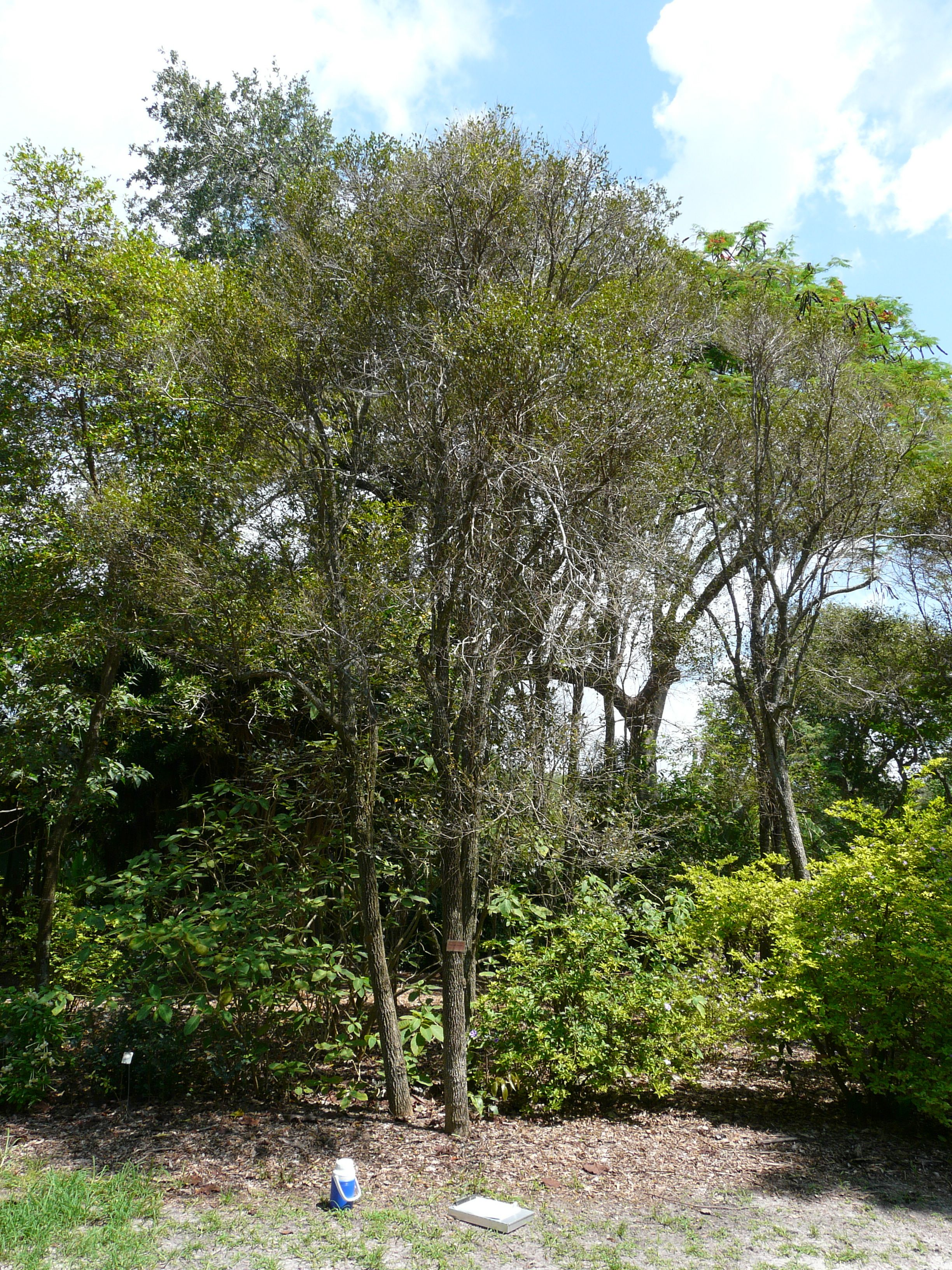
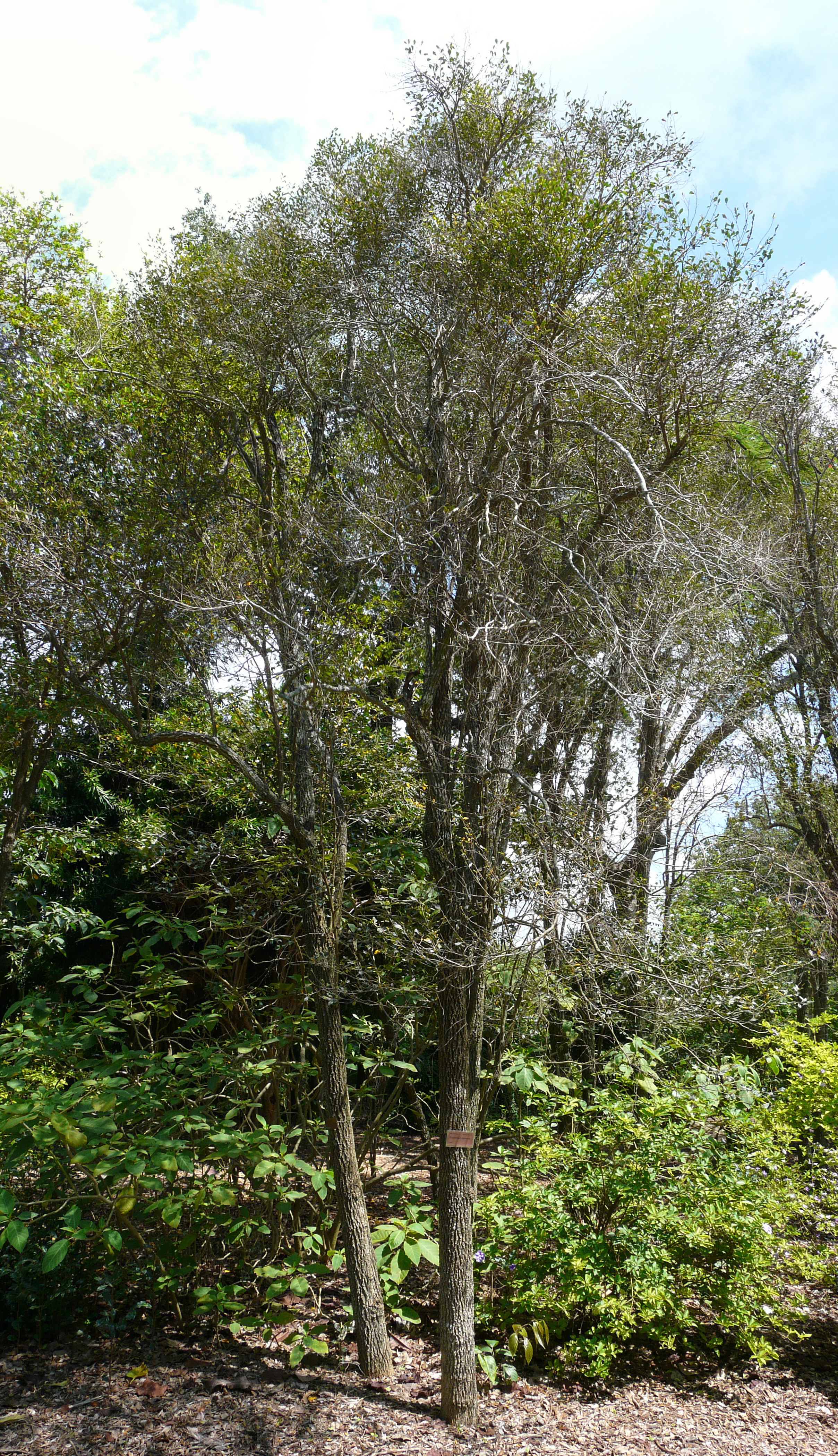
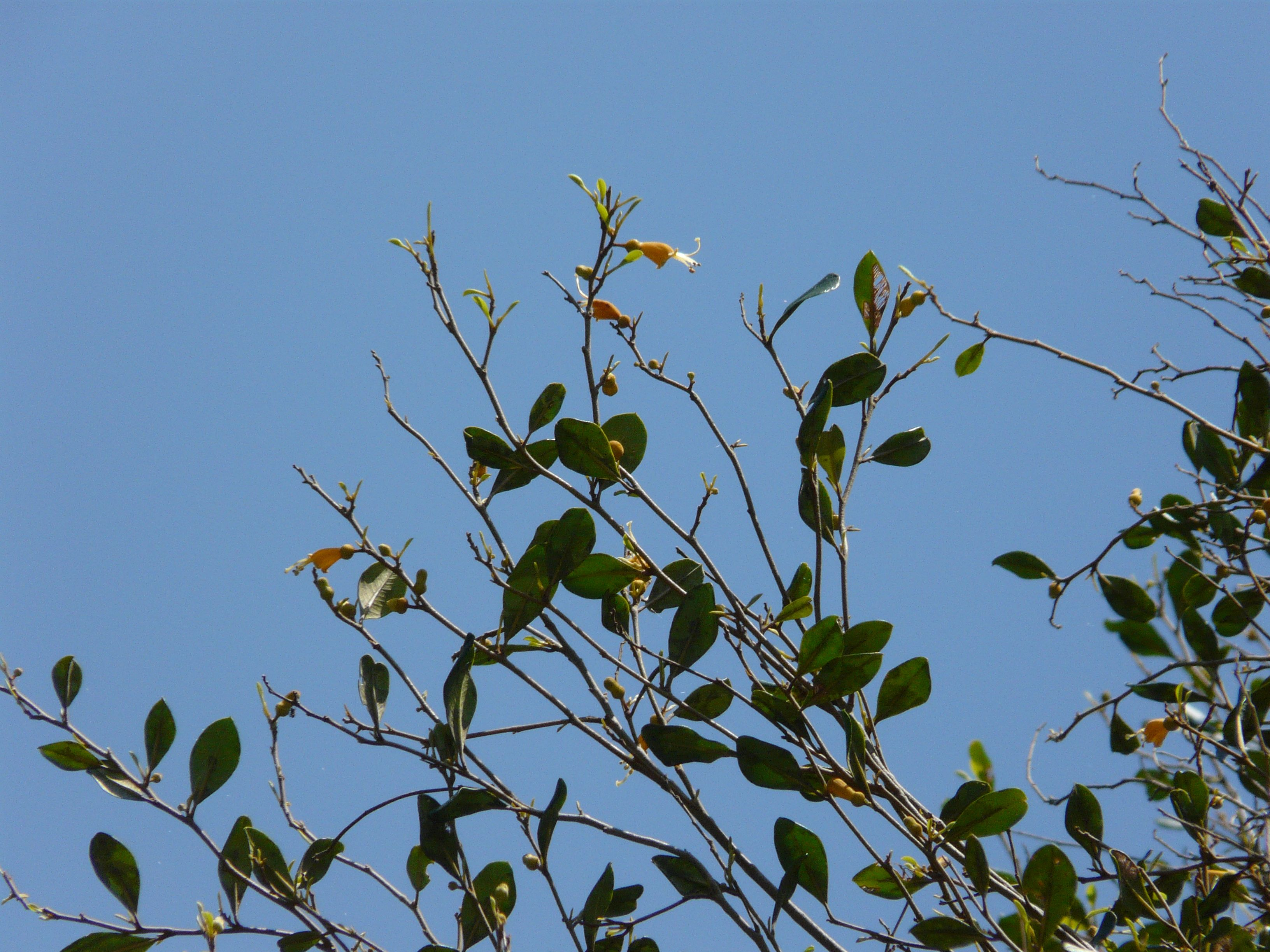